# Dendroaspis jamesoni
Mamba de Jameson, Mamba vert de Jameson
Espèce
Synonymes
- Elaps jamesoni Traill, 1843
- Dendraspis welwitschii Günther, 1865
- Dinophis fasciolatus Fischer, 1885
- Dendraspis neglectus Bocage, 1903

Dendroaspis jamesoni est une espèce de serpents de la famille des Elapidae. En français, il est appelé Mamba de Jameson ou Mamba vert de Jameson.

## Répartition
Cette espèce se rencontre en Guinée, au Ghana, au Bénin, au Togo, au Nigeria, au Cameroun, en Guinée équatoriale, à Principe, au Gabon, au Congo-Brazzaville, en Centrafrique, au Soudan, au Congo-Kinshasa, en Ouganda, au Kenya, au Rwanda, au Burundi, en Angola, en Zambie et au Tchad.

## Description

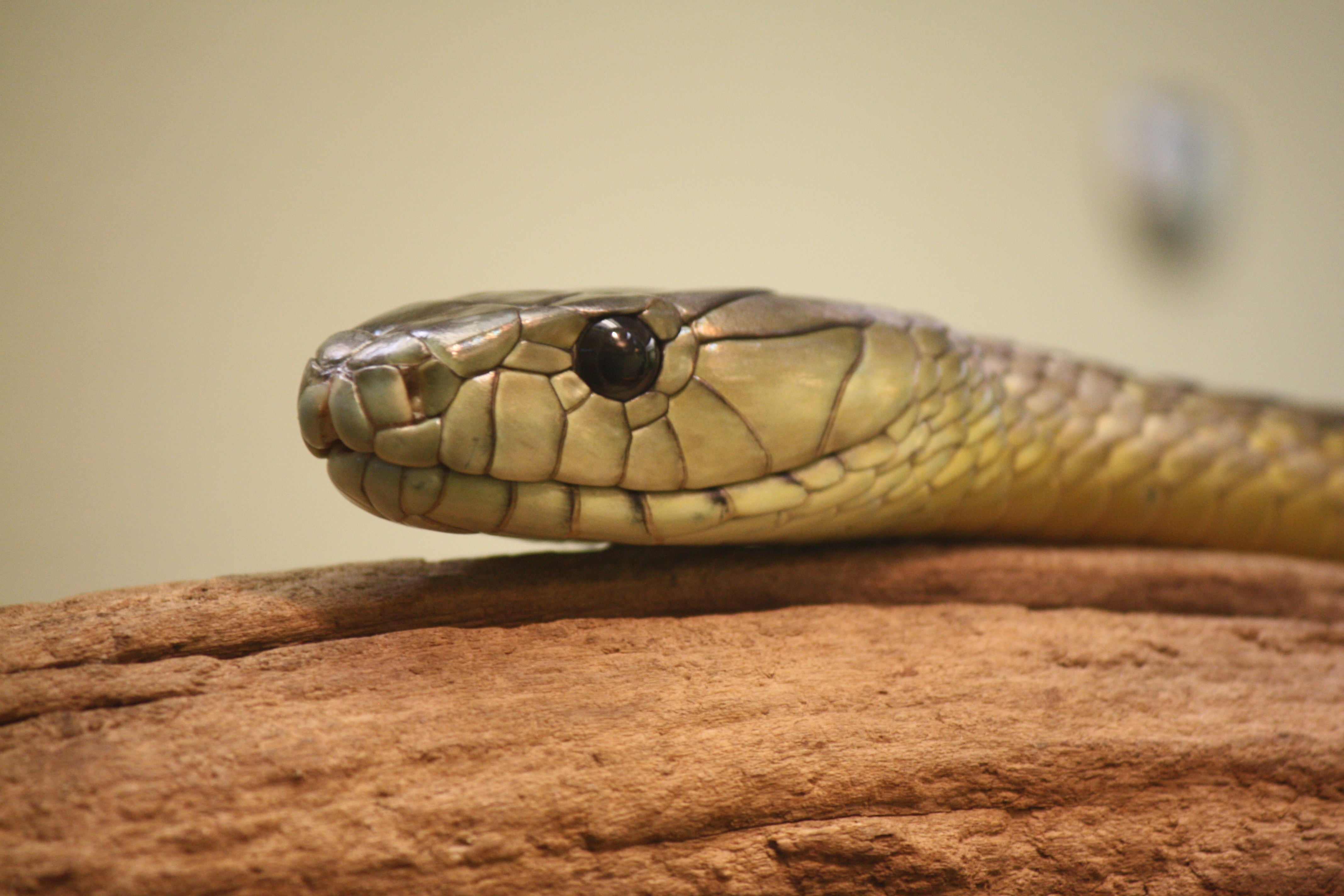
Dendroaspis jamesoni

Par sa coloration (bleu-vert à vert jaunâtre, rarement vert sombre), le mamba de Jameson est très semblable au mamba vert de l’Ouest. Les deux espèces ont des écailles bordées de noir et peuvent s’avérer être très difficiles à différencier de prime abord. La tête du mamba de Jameson est toujours bleutée mais la véritable différence réside dans la taille, très large, des écailles du mamba vert occidental. La tête est étroite et allongée tandis que le corps est long et mince, pouvant atteindre de 1,65 à 2,65 m, et la queue effilée. C'est un serpent ovipare et venimeux.
Chez la sous-espèce Dendroaspis jamesoni kaimosae, la queue est toujours noire.

## Liste des sous-espèces
Selon The Reptile Database (14 août 2011) :
- Dendroaspis jamesoni jamesoni (Traill, 1843)
- Dendroaspis jamesoni kaimosae Loveridge, 1936

## Publications originales
- Loveridge, 1936 : African reptiles and amphibians in the Field Museum of Natural History. Field Museum of Natural History, Zoological series, Chicago, vol. 22, no 1, p. 1-122 (texte intégral).
- Traill, 1843 : Description of the Elaps Jamesoni, a new species of serpent from Demerara. Edinburgh New Philosophical Journal, vol. 34, no 67, p. 53-55 (texte intégral).

## Galerie

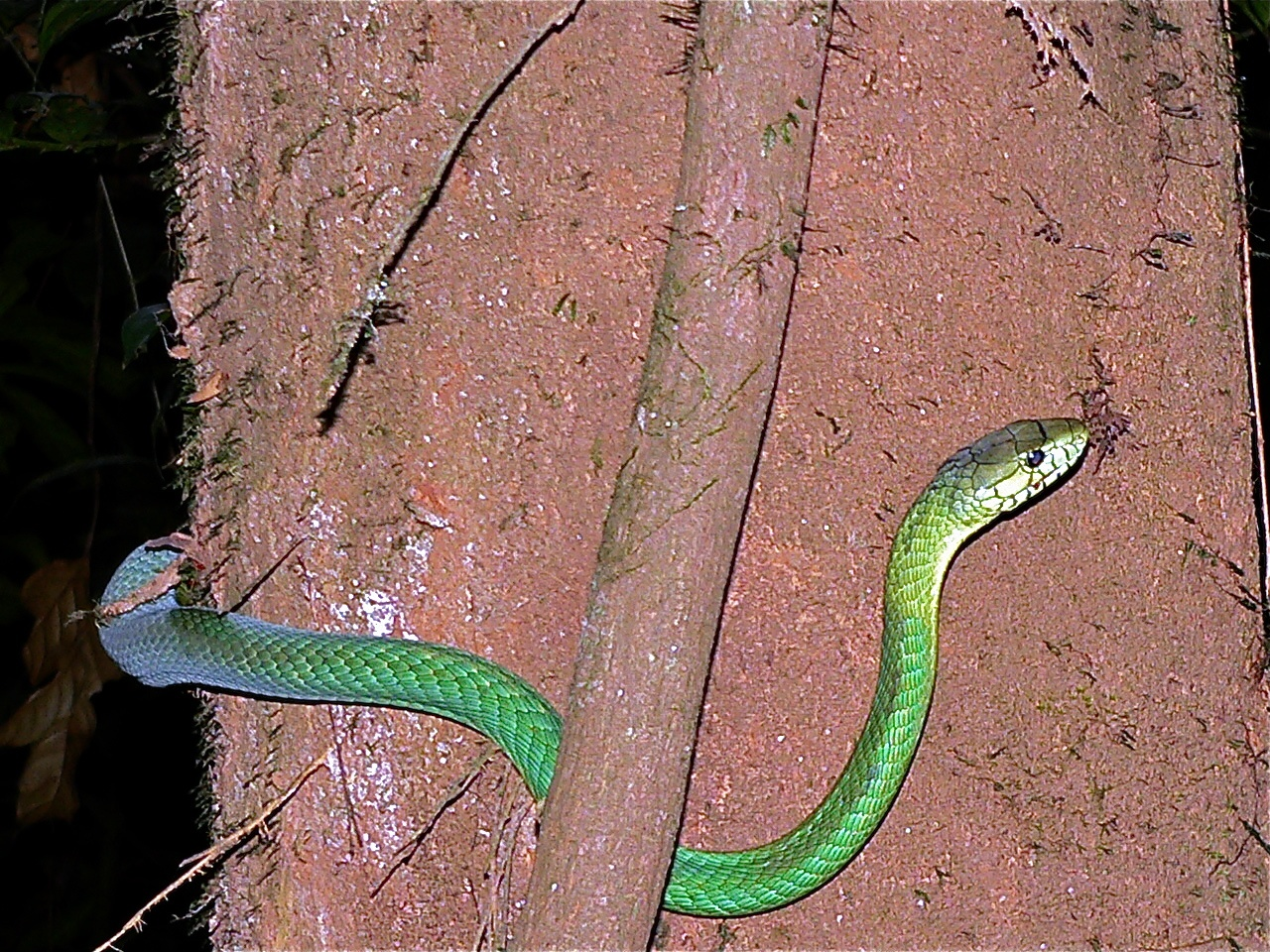
Dendroaspis jamesoni (Parc national de Korup, Cameroun)
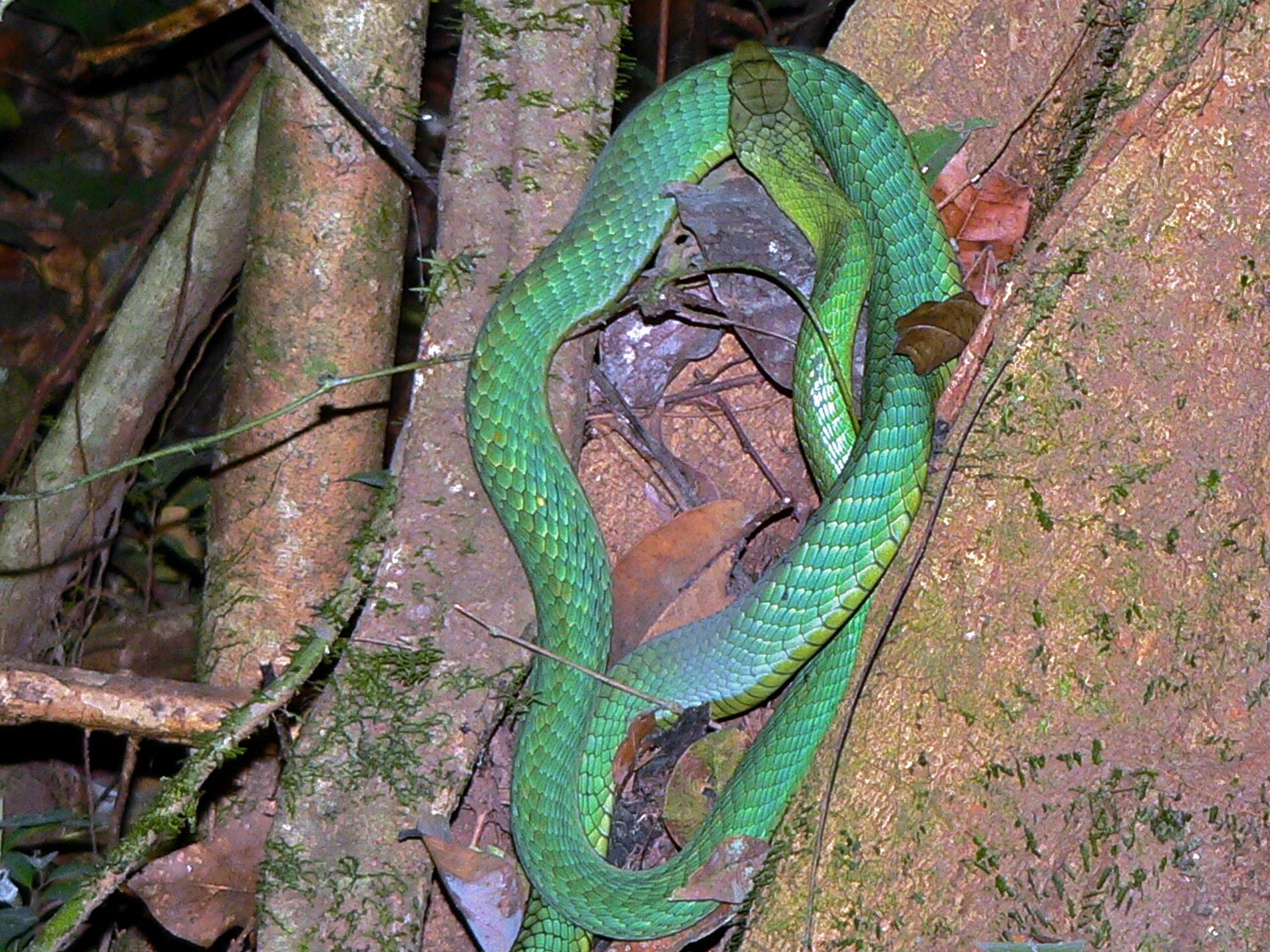
Dendroaspis jamesoni (Parc national de Korup, Cameroun)
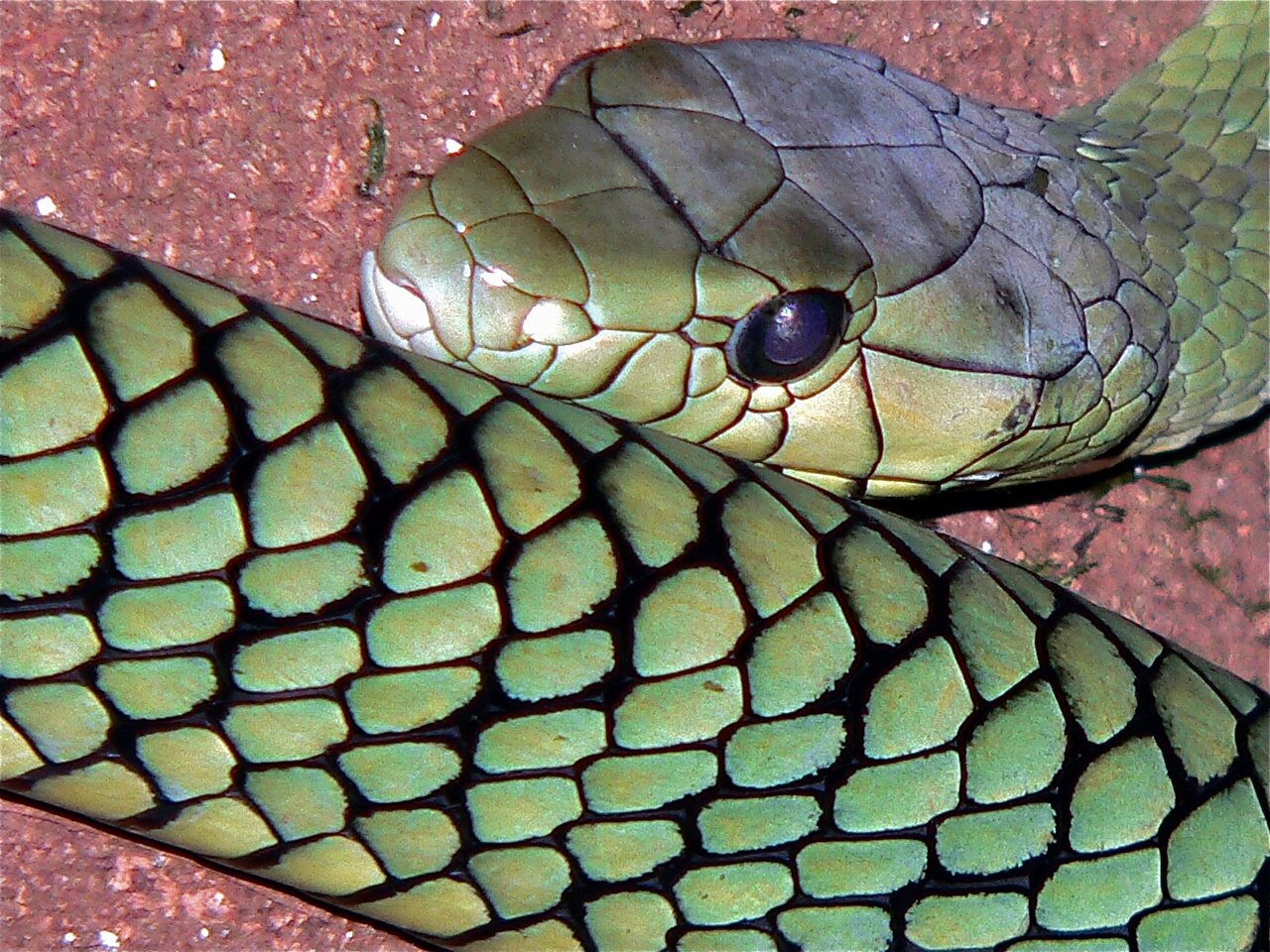
Dendroaspis jamesoni (Parc national de Korup, Cameroun)